# Hyrum (Utah)
Hyrum es una ciudad del condado de Cache, estado de Utah, Estados Unidos. Según el censo de 2000 la población era de 6.316 habitantes. Se estima que en 2004 la población se había incrementado hasta los 6.463 habitantes. Está incluido en el área metropolitana de estadística de Logan, Utah-Idaho.

## Geografía
Hyrum se encuentra en las coordenadas 41°38′00″N 111°50′53″O / 41.63333, -111.84806.
Según la oficina del censo de Estados Unidos, la ciudad tiene una superficie total de 10,2 km². De los cuales 10,1 km² son tierra y el 0.26% está cubierto de agua.
- Datos: Q129996
- Multimedia: Hyrum, Utah / Q129996

1. ↑  Zip Data Maps, código ZIP n.º 84319.